# Sturisomatichthys leightoni
Sturisomatichthys leightoni (Стурісоматіхтис Лейтона) — вид риб з роду Sturisomatichthys родини Лорікарієві ряду сомоподібні.

## Опис
Загальна довжина сягає 18 см. Голова трикутної форми. В період нересту у самців з боків голови з'являються щетинки на боках голови і шипики на променях грудних плавців. Морда коротка, загострена. Великі очі розташовано з боків. Тулуб подовжений. Черево вкрите 3-4 рядками кісткових пластин. Хвостове стебло струнке і тонке. Спинний плавець доволі довгий. Грудні плавці великі й довгі. Черевні плавці значно поступаються грудним. Хвостовий плавець має на обох кінцях дещо дугоподібні вирости (при хворобі риби вони зникають).
Забарвлення коричневе з сіруватим відтінком. Через тулуб проходять 2-3 поздовжні доволі темні смуги, які переходять на плавці. Від морди ці смуги поступово розширюються, досягаючи максимуму в області спинного плавця, тягнуться до хвостового плавця включно. Черево білого кольору.

## Спосіб життя
Демерсальна риба. Зустрічається в річках з повільною течією. Велику частину часу «висить» на листі рослин або стеблах очерету. Активний вдень. Живиться переважно водоростями, які зішкрібає з каміння та скель, а також детритом.

## Розповсюдження
Є ендеміком Колумбії. Мешкає у басейні річки Каука та нижній частині річки Магдалена.